# ألفونسو غوميز منديز
ألفونسو غوميز منديز (بالإسبانية: Alfonso Gómez Méndez)‏ هو دبلوماسي ومحامي وسياسي كولومبي، ولد في 16 أغسطس 1949 في كولومبيا. حزبياً، نشط في الحزب الليبرالي الكولومبي. وقد انتخب Minister of Justice and Law of Colombia ‏ (13 سبتمبر 2013 – 11 أغسطس 2014) وانتخب عضو مجلس النواب الكولومبي.